# لوطس حلو
لوطس حلو (الاسم العلمي:Lotus edulis) هي نوع نباتي يتبع جنس اللوطس من فصيلة البقولية.